# Seznam imen ladij Kraljeve kanadske vojne mornarice
Seznam imen ladij Kraljeve kanadske vojne mornarice.

## A
- HMCS Acadia
- HMCS Algonquin
- HMCS Assiniboine
- HMCS Athabaskan

## B
- HMCS Brandon

## C
- HMCS Calgary
- HMCS Chaleur
- HMCS Champlain
- HMCS Charlottetown
- HMCS Chaudiere
- HMCS Chicoutimi
- HMCS Chignecto
- HMCS Comox

## F
- HMCS Fraser
- HMCS Fredericton

## G
- HMCS Gatineau
- HMCS Glace Bay

## H
- HMCS Halifax
- HMCS Huron

## I
- HMCS Iroquois

## K
- HMCS Kootenay

## M
- HMCS Margaree
- HMCS Miramichi
- HMCS Moncton
- HMCS Montreal

## N
- HMCS Nanaimo
- HMCS Nootka

## O
- HMCS Ottawa

## Q
- HMCS Qu'Appelle
- HMCS Quebec

## R
- HMCS Regina
- HMCS Restigouche

## S
- HMCS Saguenay
- HMCS Saskatchewan
- HMCS Saskatoon
- HMCS Shawinigan
- HMCS Skeena
- HMCS St. Laurent
- HMCS Summerside

## T
- HMCS Toronto

## V
- HMCS Vancouver
- HMCS Ville de Quebec